# Geolycosa diversa
Geolycosa diversa là một loài nhện trong họ Lycosidae.
Loài này thuộc chi Geolycosa. Geolycosa diversa được Carl Friedrich Roewer miêu tả năm 1960.